# Dietyloamina
Dietyloamina – organiczny związek chemiczny, amina drugorzędowa. 
Jest bardzo łatwopalna, rozpuszczalna w wodzie i etanolu. 
Dietyloaminę otrzymuje się z amoniaku i etanolu. W wyniku reakcji powstają także etyloamina i trietyloamina. Dietyloamina używana jest jako czynnik antykorozyjny oraz przy produkcji gum, farb, leków i żywic. 
Obrót dietyloaminą podlega kontroli, gdyż może ona być używana do produkcji nielegalnych substancji psychoaktywnych.